# Тогенбуршка коза
Тогенбуршка коза је раса домаће млечне козе, која потиче из швајцарске области Тогенбург. Њој се такође приписује да је једна од најстаријих познати раса млечних коза. Тогенбуршка коза је после Санске расе, најважнија за козарство у Швајцарској јер је врло продуктивна, отпорна, чврста и енергична планинска раса. Често иду на пашу, хране се сеном.

## Особине козе
То је раса средње величине. Висина гребена мушких грла износи 75-85, а женских 70-80 cm. Тежина коза је 45-60 килограма, а јарчева преко 65 килограма. Обично је једнобојна, а боја варира – од светлосмеђе до тамночоколадне са уочљивим белим белезима. Иако нијансе смеђе боје могу варирати, бели белези имају устаљен изглед. Виме је јако развијено, а млечност врло добра, па просечно у лактацији од 277 дана, даје 600 килограма млека, са 3,5% масти. Боја длаке је карактеристична срнећа, сивомрка са светлим пругама дуж главе и светлијим длакама по ногама. Правилности распореда белих пега су следеће: беле уши, са тамном пегом у средини, две беле пруге низ лице изнад сваког ока па до њушке, пеге код задњих ногу од скочног зглоба до копита; беле предње ноге од колена надоле са понекад тамним пегама испод колена; бели троугао са обе стране репа,ове козе могу имати у различитом степену крем белеге уместо чисто белих. Уши су усправне и нагнуте ка напред. 
Животиње оба пола су шуте (без рогова). 